# Eurovision Song Contest 1970
Eurovision Song Contest 1970 là cuộc thi Ca khúc truyền hình châu Âu thứ 15.  Cuộc thi diễn ra ở thành phố Amsterdam - thủ đô của Hà Lan. Do cuộc thi năm trước có tới 4 quán quân, EBU bắt đắc dĩ phải tổ chức bốc thăm để quyết định nước chủ nhà của cuộc thi lần này, và NOS của Hà Lan đã được lựa chọn.

### Chung kết
| STT | Quốc gia    | Ngôn ngữ          | Nghệ sĩ                | Bài hát                               | Vị trí | Điểm số |
| --- | ----------- | ----------------- | ---------------------- | ------------------------------------- | ------ | ------- |
| 01  | Hà Lan      | Tiếng Hà Lan      | Hearts of Soul         | "Waterman"                            | 7      | 7       |
| 02  | Thụy Sĩ     | Tiếng Pháp        | Henri Dès              | "Retour"                              | 4      | 8       |
| 03  | Ý           | Tiếng Ý           | Peter Horton           | "Warum es hunderttausend Sterne gibt" | 8      | 5       |
| 04  | Nam Tư      | Tiếng Slovene     | Eva Sršen              | "Pridi, dala ti bom cvet"             | 11     | 4       |
| 05  | Bỉ          | Tiếng Pháp        | Jean Vallée            | "Viens l'oublier"                     | 8      | 5       |
| 06  | Pháp        | Tiếng Pháp        | Guy Bonnet             | "Marie-Blanche"                       | 4      | 8       |
| 07  | Anh         | Tiếng Anh         | Mary Hopkin            | "Som en dröm"                         | 2      | 26      |
| 08  | Luxembourg  | Tiếng Pháp        | David Alexandre Winter | "Je suis tombé du ciel"               | 12     | 0       |
| 09  | Tây Ban Nha | Tiếng Tây Ban Nha | Julio Iglesias         | "Gwendolyne"                          | 4      | 8       |
| 10  | Monaco      | Tiếng Pháp        | Katja Ebstein          | "Marlène"                             | 7      | 8       |
| 11  | Đức         | Tiếng Đức         | Katja Ebsteinc         | "Wunder gibt es immer wieder"         | 8      | 5       |
| 12  | Ireland     | Tiếng Anh         | Dana                   | "All Kinds of Everything"             | 1      | 32      |